# National Labor Relations Act

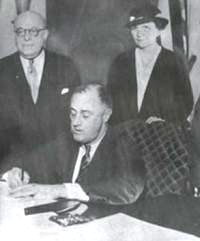
Signature du National Labor Relations Act par Franklin Roosevelt en 1933.

Le National Labor Relations Act (« Loi nationale sur les relations de travail ») ou Wagner Act est une importante loi fédérale américaine signée en 1935, pendant le New Deal de Franklin D. Roosevelt.Elle défend les droits syndicaux des salariés du secteur privé.

## Effets de la loi
Les ouvriers peuvent ainsi constituer des syndicats, participer à des conventions collectives, à des mouvements de grève, ou à toute forme de revendication collective. Cependant, cette loi ne s'applique pas à tous les salariés: ainsi, les travailleurs couverts par le Railway Labor Act (en) (employés des chemins de fer ou de l'aéronautique), les employés agricoles, les employés de maison, les entrepreneurs indépendants, et les proches parents des employeurs individuels n'étaient pas concernés par le texte.
La loi conduisit à la création d'une nouvelle agence fédérale, le National Labor Relations Board (« Comité National des Relations de Travail ») qui avait le pouvoir de mener des enquêtes et de prendre des mesures contre des pratiques de travail injustes, et qui permettait de conduire des élections permettant aux employés de décider s'ils souhaitaient ou non être représentés par un syndicat. Cependant, les pratiques de closed shop restaient fréquentes à l'époque.
On l'appelle souvent Wagner Act en référence à son instigateur, le sénateur Robert F. Wagner. La plupart des principes de la loi ont cependant été annulés par la Loi Taft-Hartley de 1947, instituée par les républicains.

## Impact en droit canadien
Le régime de monopole de représentation syndicale que l'on retrouve en droit canadien et québécois est inspiré du modèle institué en 1935 par le Wagner Act,.